# سیارک ۱۷۸۲۶
سیارک ۱۷۸۲۶ (به انگلیسی: 17826 Normanwisdom، نامگذاری:1998GK10) هفده هزار و هشتصد و بیست و ششمین سیارک کشف شده‌است که در ۳ آوریل ۱۹۹۸ کشف شد.
قدر مطلق سیارک برابر ۱۴٫۴۰ است.